# Lumpėnai
Lumpėnai (deutsch (Groß) Lompönen) ist ein Dorf im litauischen Bezirk Tauragė. Der Ort ist Zentrum des Amtsbezirks (Seniūnija) Lumpėnai und gehört zur Gemeinde Pagėgiai.

## Geographische Lage
Lumpėnai liegt im Südwesten Litauens, im ehemaligen Memelland, etwa neun Kilometer östlich des Gemeindesitzes Pagėgiai. Durch das Dorf verläuft die Nationalstraße 141, die Kaunas mit Klaipėda verbindet.

## Ortsname
Der Name weist auf moorigen Untergrund. Vergleiche dazu Lomse (Königsberg), prußisch „lumpe“ = schmutziger morastiger Ort, Sumpf, der bei Betreten zittert.

## Geschichte
Der Ort existiert schon mindestens seit dem 15. Jahrhundert und war (vermutlich) seit 1874 Sitz eines Amtsbezirks im (Land)kreis Tilsit. Im Jahr 1920 erfolgte die Eingliederung in den Landkreis Pogegen (lit. Pagėgių apskritis). Von 1939 bis 1944 war auch der Nachbarort Bardehnen nach Lompönen eingemeindet. In dieser Zeit befand sich der Ort im Landkreis Tilsit-Ragnit.
Nach der Eingliederung in die Litauische Sozialistische Sowjetrepublik gehörte Lumpėnai bis 1950 zur Gemeinde (lit. valsčius) Vilkyškiai im Landkreis Pagėgiai (lit. Pagėgių apskritis). Im Jahr 1950 wurde Lumpėnai Sitz eines Umkreises (lit. apylinkė), der 1963 in dem neu geschaffenen Umkreis Rambynas aufging. Dieser befand sich nun im Rajon Šilutė. Im Jahr 1986 gelangte Lumpėnai (offenbar) in den Umkreis Vilkyškiai, der 1995 in einen Amtsbezirk in der Gemeinde Pagėgiai umgewandelt wurde. Seit 2001 ist Lumpėnai Sitz eines eigenen Amtsbezirks und bekam dafür im Jahr 2014 ein Wappen.

### Einwohnerentwicklung
| Jahr | Einwohner |
| ---- | --------- |
| 1910 | 568       |
| 1959 | 402       |
| 1970 | 510       |
| 1979 | 544       |
| 1989 | 543       |
| 2001 | 640       |
| 2011 | 533       |

## Schule
In Lumpėnai gibt es eine Hauptschule, die nach dem hier gebürtigen Enzys Jagomastas, einem der Unterzeichner des Aktes von Tilsit, benannt ist.

## Amtsbezirk Lumpėnai

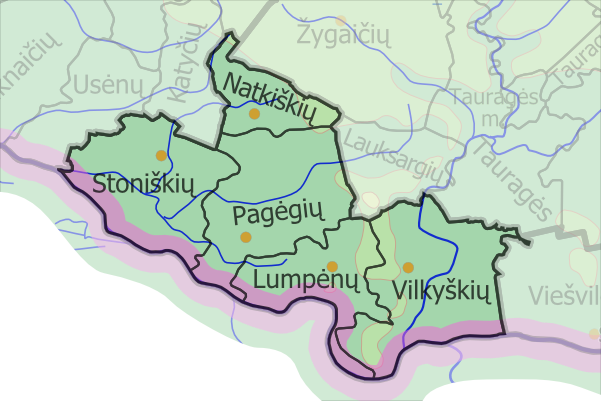
Die Lage des Amtsbezirks Lumpėnai innerhalb der Gemeinde Pagėgiai

Seit 2001 besteht die Lumpėnų seniūnija, die der Gemeinde Pagėgiai zugeordnet ist. Zum Amtsbezirk gehören 13 Dörfer mit insgesamt 1.040 Einwohnern auf einer Fläche von 62 km²:
| Ortsname      | deutscher Name        |  | Ortsname    | deutscher Name |
| ------------- | --------------------- |  | ----------- | -------------- |
| Bardinai      | Bardehnen             |  | Pempynė     | Wahlenthal     |
| Bitėnai       | Bittehnen-Schillehnen |  | Sodėnai     | Sodehnen       |
| Kerkutviečiai | Kerkutwethen          |  | Strazdai    | Strasden       |
| Krakeniškiai  | Krakonischken         |  | Strazdeliai | Ernstthal I    |
| Lumpėnai      | Lompönen              |  | Šakininkai  | Schakeningken  |
| Nepertlaukiai | Neppertlauken         |  | Trakininkai | Trakeningken   |
| Palumpiai     | Polompen              |  |             |                |